# مجرة غريبة

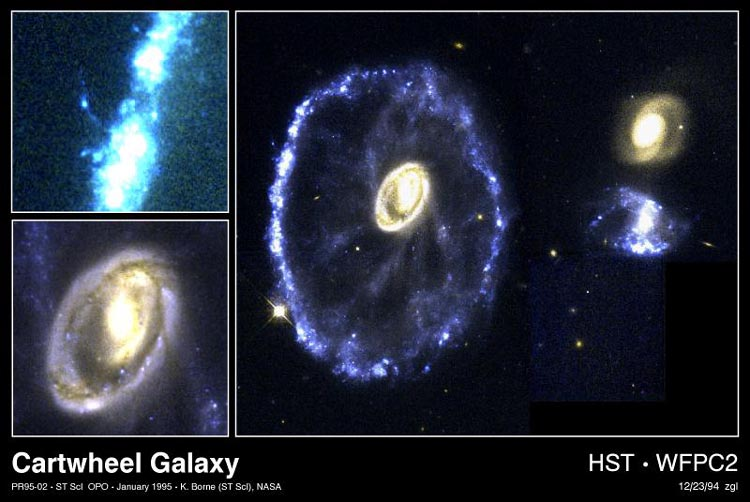
مشهد مثير لتصادم وتلاحم مجرتين كما صوره مرقب هابل الفضائي.وكالة ناسا

المجرة الغريبة أو المجرة الشاذة (بالإنجليزية: Peculiar galaxy)‏ هيَ نوع من أنواع المجرات في الكون، وتأخذ شكلا غريبا غير أعتيادي، وسبب ذلك يعزوه علماء علم الفلك إلى القوى الجاذبة للمجرات الأخرى المجاورة التي تداخلت معها، وقد يؤدي ذلك إلى التصادم فيما بينها مكونا مجرة غريبة الشكل، وهي مرحلة جديدة من مراحل تكوين النجوم في الكون.